# Themeon
Themeon, en ocasiones erróneamente denominado Themeone, es un género de foraminífero bentónico considerado un sinónimo posterior de Elphidium de la subfamilia Elphidiinae, de la familia Elphidiidae, de la superfamilia Rotalioidea, del suborden Rotaliina y del orden Rotaliida. Su especie tipo era Themeon rigatus. Su rango cronoestratigráfico abarcaba el Holoceno.

## Clasificación
Themeon incluía a las siguientes especies:
- Themeon decipiens
- Themeon rigatus